# Gheorghe Craioveanu
Gheorghe Craioveanu est un footballeur roumain né le 14 février 1968 à Hunedoara et qui évoluait au poste d'attaquant. 

## Biographie
Craioveanu est né à Hunedoara, en Transylvanie. Après avoir joué dans des clubs modestes, il rejoint Universitatea Craiova en 1991, club de Liga I. Gheorghe Craioveanu fait ses débuts en compétition lors d'une défaite 0-1 à l'extérieur contre le FC Steaua București, mais son équipe finit par remporter le championnat national. Pendant son séjour à Craiova, l'équipe ne s'est jamais classée plus bas que la quatrième place et a également remporté deux coupes nationales. Craioveanu a été couronné meilleur buteur du championnat en 1994 et 1995.
À l'été 1995, après avoir marqué 49 buts lors de ses deux dernières saisons à Universitatea, Craioveanu rejoint la Real Sociedad en Liga espagnole. Pour sa première saison, il inscrit 11 buts pour aider les Basques à terminer à la septième place. Deux ans plus tard, il rejoint le Villarreal CF, qui connaît alors sa toute première saison en première division. Le joueur roumain inscrit 14 buts lors de cette saison, son record en Espagne, mais il ne parvient pas à éviter la relégation de son club.
Gheorghe Craioveanu met un terme à sa carrière professionnelle en juin 2006.

## Palmarès
- 25 sélections et 4 buts avec l'équipe de Roumanie entre 1993 et 1999.
- Champion de Roumanie en 1991 avec l'Universitatea Craiova.
- Vainqueur de la Coupe de Roumanie en 1991 et 1993 avec l'Universitatea Craiova.
- Troisième du Championnat d'Espagne en 1998 avec Real Sociedad.